# Charles Anne Sigismond de Montmorency-Luxembourg
Charles Anne Sigismond de Montmorency-Luxembourg (* 31. August 1721; † Schloss Loches 21. Juli 1777), genannt Duc d’Olonne et de Bouteville, war ein französischer Adliger und Militär aus dem Haus Montmorency.
Er war Duc d’Olonne, Duc de Châtillon, Marquis de Royan etc.

## Leben
Charles Anne Sigismond de Montmorency-Luxembourg ist der älteste Sohn von Charles Paul Sigismond de Montmorency-Luxembourg (1697–1785), Duc de Châtillon (1731), Duc de Bouteville (1736) etc., und dessen zweiter Ehefrau Anne Angélique de Harlus de Vertilly (* 1699/1700; † 28. Februar 1769 in Paris).
In seiner militärischen Laufbahn nahm er 1735 unter dem Namen Comte de Luxe am Rheinfeldzug teil. Ab September des Jahres nannte er sich – nach der Demission seines Vaters – Duc d‘Olonne. Am 20. Oktober 1735 kämpfte er im Gefecht bei Klausen. Am 26. Juli 1737 wurde er zum Colonel im Régiment de Saintonge ernannt.
1742, während des Österreichischen Erbfolgekriegs, war er Kommandant der Bayernarmee; den Feldzug von 1743 beendete er am Rhein.
Am 8. Juni 1744 wurde er zum Colonel des Régiment de Touraine ernannt. 1744 kommandierte er bei den Belagerungen von Menen, Ypern und Veurne. Er nahm an der Belagerung von Tournai (April–Juni 1745) teil und kämpfte am 11. Mai 1745 in der Schlacht bei Fontenoy.
Am 1. Juni 1745 – während der Belagerung von Tournai – wurde er zum Brigadier befördert und nahm in diesem Rang an der Belagerung der Zitadelle von Tournai teil, der Belagerung von Oudenaarde (Kapitulation am 21. Juli), der Belagerung von Dendermonde (13. August) und der Belagerung von Ath (8. Oktober).
Am 11. Oktober 1746 kämpfte er in der Schlacht bei Roucourt, am 2. Juli 1747 in der Schlacht bei Lauffeldt und anschließend bei der Belagerung von Bergen op Zoom (Juli–September 1747), sowie bei Belagerung von Maastricht (Mai 1748). Drei Tage nach der Kapitulation von Maastricht wurde er am 10. Mai 1748 zum Maréchal de camp des Armées du Roi mit Wirkung zum 1. Januar 1749 befördert, womit die Aufgabe seines Regiments verbunden war. Am 1. Februar 1749 übernahm Anne François de Montmorency-Luxembourg (1735–1761), Duc de Montmorency das Régiment de Touraine.
Im Siebenjährigen Krieg nahm er am 26. Juli 1757 an der Schlacht bei Hastenbeck teil.

## Ehe und Familie
Er heiratete in erster Ehe am 22. Oktober 1734 Marie Étiennette de Bullion de Fervaques († Paris 9. Oktober 1749), Tochter von Anne Jacques de Bullion de Fervaques, Marquis de Bonnelles (Sohn von Charles Denis de Bullion aus der Familie Bullion), und Marie Madeleine Hortense Gigault de Bellefonds. Die Kinder aus dieser Ehe sind:
- Anne Charles Sigismond (* 15. Oktober 1737; † Lissabon 13. Oktober 1803), 1764 4. Duc de Piney, Pair de France, 1785 3. Duc de Châtillon, Duc d’Olonne, Marquis de Royan, Lieutenant-général; ⚭ 9. April 1771 Madeleine Susanne Adélaide le Voyer de Paulmy d’Argenson († Altona 22. Februar 1813), Tochter von Antoine René de Voyer, Marquis d’Argenson, und Susanne Fyot de la Marche (Voyer)
- Bonne Marie Félicité (* 18. Februar 1739; † Paris 4. Februar 1823), bestattet auf dem Cimetière de Picpus. ⚭ Paris 23. Januar 1754 Armand Louis de Sérent, genannt Marquis de Kerfily, 1. Duc de Sérent, Pair de France, Grande von Spanien 1. Klasse († Paris 30. Oktober 1822)
- Anne Paul Émmanuel Sigismond (* 8. Dezember 1742; † 1790), genannt le Chevalier de Montmorency-Luxembourg, später Prince de Luxembourg, Lieutenant Colonel im Régiment Royal cavalerie, Kapitän der 2. Kompanie der Gardes du Corps nach der Demission des Prince de Tingry, 1763 Kapitän der Fregatte Topase, 1. Januar 1784 Maréchal de camp.

Er heiratete in zweiter Ehe am 2. Juni 1753 Agnès Miotte de Ravannes († Paris 1. (oder 30.) Mai), Tochter von Louis Miotte, Seigneur de Ravannes, Witwe von Mathieu II. Roch de La Rochefoucauld, Marquis de Bayers.
Er heiratete in dritter Ehe im Dezember 1763 Marie Jeanne Thérèse de L’Espinay, Tochter von Louis de L'Espinay, Marquis de Marteville, und Marie Jeanne Geneviève Camus de Pontcarré, Witwe von Joseph Maurice Annibal de Montmorency-Luxembourg, Comte souverain de Luxe, genannt le Comte de Montmorency (Haus Montmorency).